# Panurginus flavotarsus
Panurginus flavotarsus är en biart som beskrevs av Wu 1992. Panurginus flavotarsus ingår i släktet bergsbin, och familjen grävbin. Inga underarter finns listade i Catalogue of Life.